# Xanthorhoe rhodacris
Xanthorhoe rhodacris är en fjärilsart som beskrevs av Oswald Beltram Lower 1902. Xanthorhoe rhodacris ingår i släktet Xanthorhoe och familjen mätare. Inga underarter finns listade i Catalogue of Life.